# Seminari Diocesà de Tortosa
El Seminari Diocesà és un edifici de Tortosa (Baix Ebre) protegit com a bé cultural d'interès local.
És obra de l'arquitecte Vicente Traver Tomás (1888-1966).

## Descripció
És una complexa edificació situada sobre un turó a la banda sud-est de la ciutat, entre el fort d'Orleans i l'estació del ferrocarril. S'hi accedeix per carretera des del carrer de l'Historiador Cristòfor Despuig, a l'alçada de l'antiga estació d'autobusos HIFE. També té però un accés pel raval de Caputxins. El Seminari conforma un conjunt d'edificacions de perímetre rectangular, envoltat per una tanca que engloba patis i pistes poliesportives. Els sectors construïts, set cossos rectangulars en total, són estrets, per aprofitar al màxim la llum natural i la dels tres grans patis interiors, paral·lels entre si o perpendiculars a la façana. Els diferents cossos tenen planta baixa i un o dos pisos. A l'interior es distribueixen les estances del seminari i del col·legi de batxillerat La Immaculada, així com les capelles i els diferents serveis. El mur de façana, d'aspecte monumental, reflecteix a l'exterior l'extrem de cadascun dels cinc cossos que li són perpendiculars, mitjançant sectors ressaltats amb estructura i decoració classicitzant. Ne destaquen, a més, dues torres campanar altes, situades simètricament a la portada central. Esta té a la planta un porxo sostingut per columnes dòriques i un acabament superior de perfil mixtilini amb coronament de frontó triangular.

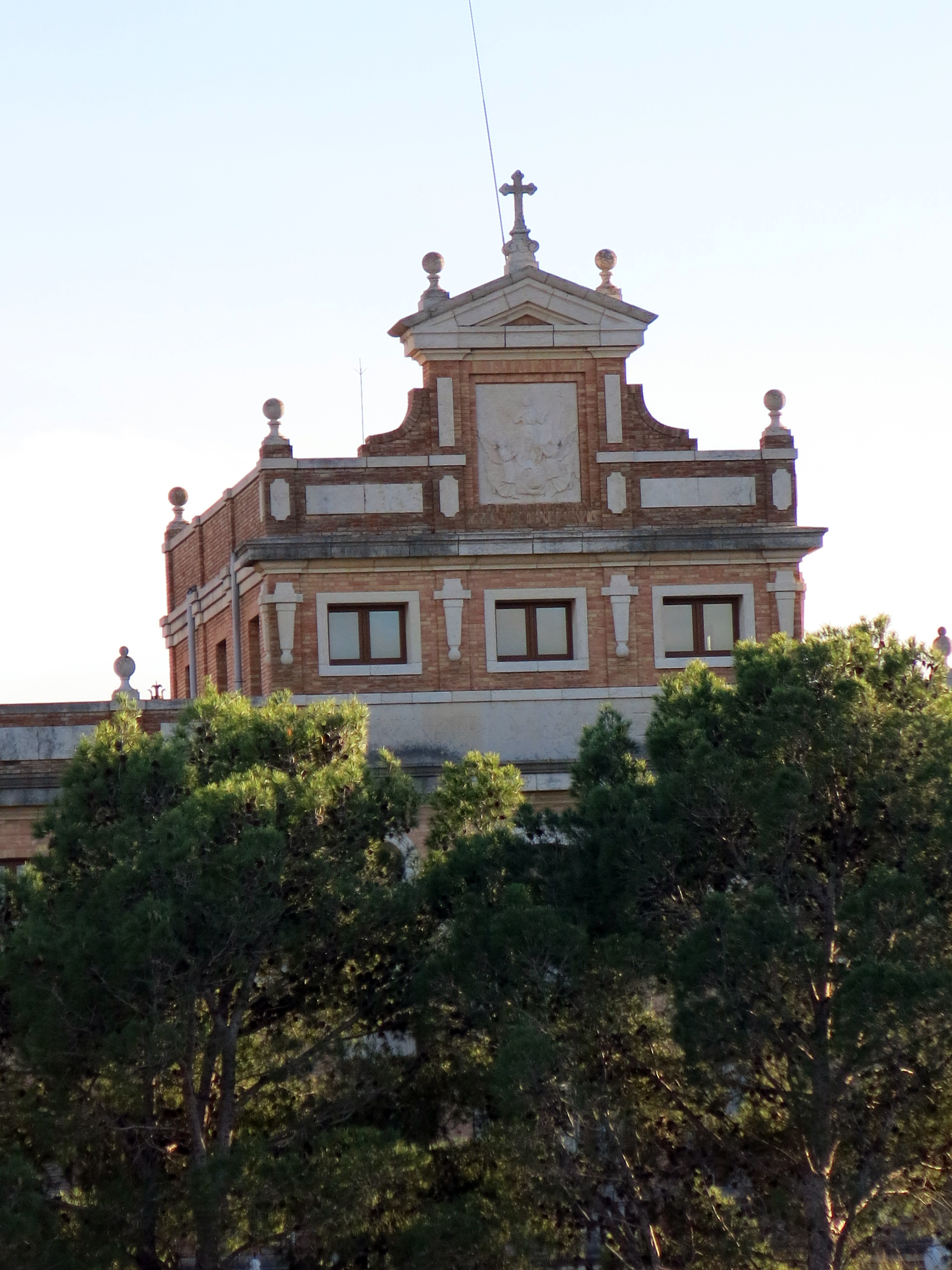
Detall de la façana nord des del fort d'Orleans

El material emprat als revestiments és l'obra vista, amb sectors, especialment emmarcaments, de pedra. A les obertures es combinen les formes allindanades i els arcs de mig punt, cosa que augmenta l'efecte de classicisme.
La capella central, dedicada a l'Assumpció, té planta basilical de tres naus separades per arcs de mig punt sobre columnes dòriques, i absis pentagonal. La coberta és plana, de cassetons. Les pintures de l'absis són de Josep Obiols. Disposa de dues capelles més, als laterals, d'estructura simple rectangular allindanada, dedicades a la Sagrada Família i a la Immaculada. Té també capella particular el bisbe, dedicada al Bon Pastor.

## Història
El primer seminari de Tortosa es va inaugurar el 28 de gener de 1825, al col·legi de Sant Maties. Els seus ensenyaments estaven adscrits a la Universitat de Cervera. Restà tancat del 1835 fins al 1842. L'any 1849 la seu es traslladà a l'antiga seu jesuïta del carrer de Montcada, cosa que n'augmentà la capacitat. L'actual seminari es va construir entre el 1945 i el 1952 per manament del bisbe Moll (1943-1969), amb aportacions del dels fidels del bisbat. Actualment hi tenen seu el Col·legi diocesà de la Sagrada Família de batxillerat i internat per a nois, fruit de la unió dels antics Col·legi de la Immaculada i Col·legi "Bisbe Moll", i la Residència Diocesana d'Estudiants Adrià VI.

## Rectorologi
- mons. Aurelio Querol Lor
- Llic. Simón Romero Julián, canonge
- mons. Vicente Mestre Bellés
- Llic. Domingo Escuder Giner
- Llic. Blas Ruiz